# Cryptanthus bivittatus
Cryptanthus bivittatus, ist eine Pflanzenart aus der Gattung Cryptanthus innerhalb der Familie der Bromeliengewächse (Bromeliaceae). Ihr Ursprung liegt wohl in Brasilien, aber es ist kein Fundort bekannt. Sie wird als Zierpflanze verwendet.

## Beschreibung

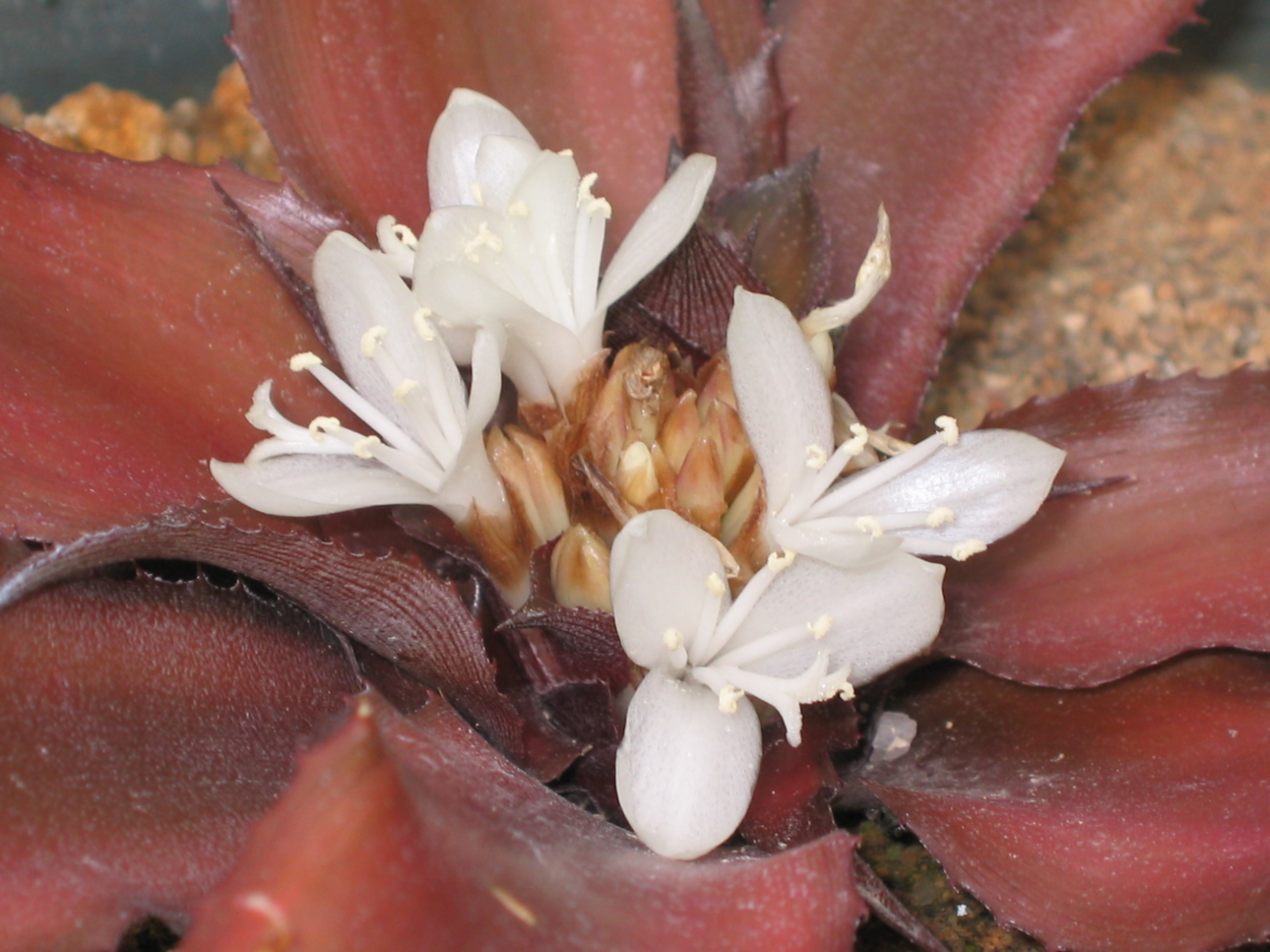
Blütenstand mit dreizähligen Blüten

### Vegetative Merkmale
Cryptanthus bivittatus wächst terrestrisch als immergrüne, ausdauernde krautige Pflanzen. Sie ist im Vergleich mit vielen anderen Bromeliaceae-Arten relativ klein. Da sie meist ohne Stängel sind, ist ihre maximale Wuchshöhe etwa 10 Zentimeter. Zur vegetativen Vermehrung werden Kindel gebildet.
Etwa 20 Laubblätter befinden sich dich angeordnet an einer gestauchten Hauptachse in einer grundständigen Rosette. Die äußeren Laubblätter sind über der Blattscheide verschmälert, aber nicht gestielt. Die derben, parallelnervigen Laubblätter sind 18 bis 25 Zentimeter lang und durch einen fein gesägten Blattrand leicht bewehrt. Die Blattscheide ist breit-eiförmig und kahl. Die einfache, kahle Blattspreite ist bei einer Breite von bis zu 4 Zentimetern lanzettlich mit zugespitztem oberen Ende. Die Blattoberseite ist je nach Sonneneinstrahlung dunkelgrün bis mehr oder weniger intensiv rosa- bis purpurfarben mit zwei deutlich helleren relativ breite Längsstreifen. Das dekorativste an Cryptanthus bivittatus ist sein deutlich gewelltes, schön gezeichnetes Laubblatt. Die Laubblätter besitzen an der Blattunterseite Saugschuppen.

### Generative Merkmale
Der Blütenstand besitzt eine stark gestauchte Sprossachse und so sitzen die wenigen Blüten in einem „Köpfchen“ zusammen in der Mitte der Blattrosette (sehr unscheinbar, „versteckt“, daher der Gattungsname Cryptanthus zusammengesetzt aus den altgriechischen Wörtern crypto für „verborgen, versteckt“ und anthos für „Blüte“). Es sind laubblattähnliche Tragblätter vorhanden. Die fast kahlen Deckblätter sind lanzettlich-elliptisch mit spitzem oberen Ende und gesägtem Rand; sie überragen den Fruchtknoten deutlich.
Die mit einer Länge von etwa 26 Millimetern relativ kleinen, zwittrigen Blüten sind radiärsymmetrisch und dreizählig. Die drei Kelchblätter sind bis über die Hälfte ihrer Länge verwachsen und der freie Teil der drei asymmetrischen Kelchlappen ist bei einer Länge von 4 bis 5 Millimetern fast-eiförmig mit breit-spitzem und bespitztem oberen Ende; ihr Rand ist gesägt und sie sind nicht gekielt. Die drei weißen, spreizenden Kronblätter sind etwa 20 Millimeter lang und enden stumpfem oberen Ende. Die Kronblätter überragen die Staubblätter, aber sie krümmen sich während der Anthese zurück und dann liegen die Staubblätter frei. Es sind zwei Kreise mit je drei Staubblättern vorhanden. Die Staubfäden sind teilweise mit den Kronblättern verwachsen. Drei Fruchtblätter sind zu einem unterständigen, fast zylindrischen Fruchtknoten verwachsen. Der Fruchtknoten enthält nur wenige Samenanlagen. Der Griffel endet in einer dreilappigen Narbe.
Die Blütenformel lautet {\displaystyle \star \;K_{(3)}\;C_{3}\;A_{3+3}\;G_{\overline {(3)}}}.
Es werden Beeren gebildet.

### Chromosomensatz
Die Chromosomenzahl beträgt 2n = 36. Es wurde zwar von Lindschau 1933 neben 36 auch eine Chromosomenzahl von 2n = 54 ermittelt, doch bei Ramírez-Morillo 1997 und Ramírez-Morillo et al. 2001 wird vermutet, dass nur 2n = 36 ein nachvollziehbares Ergebnis darstellt.

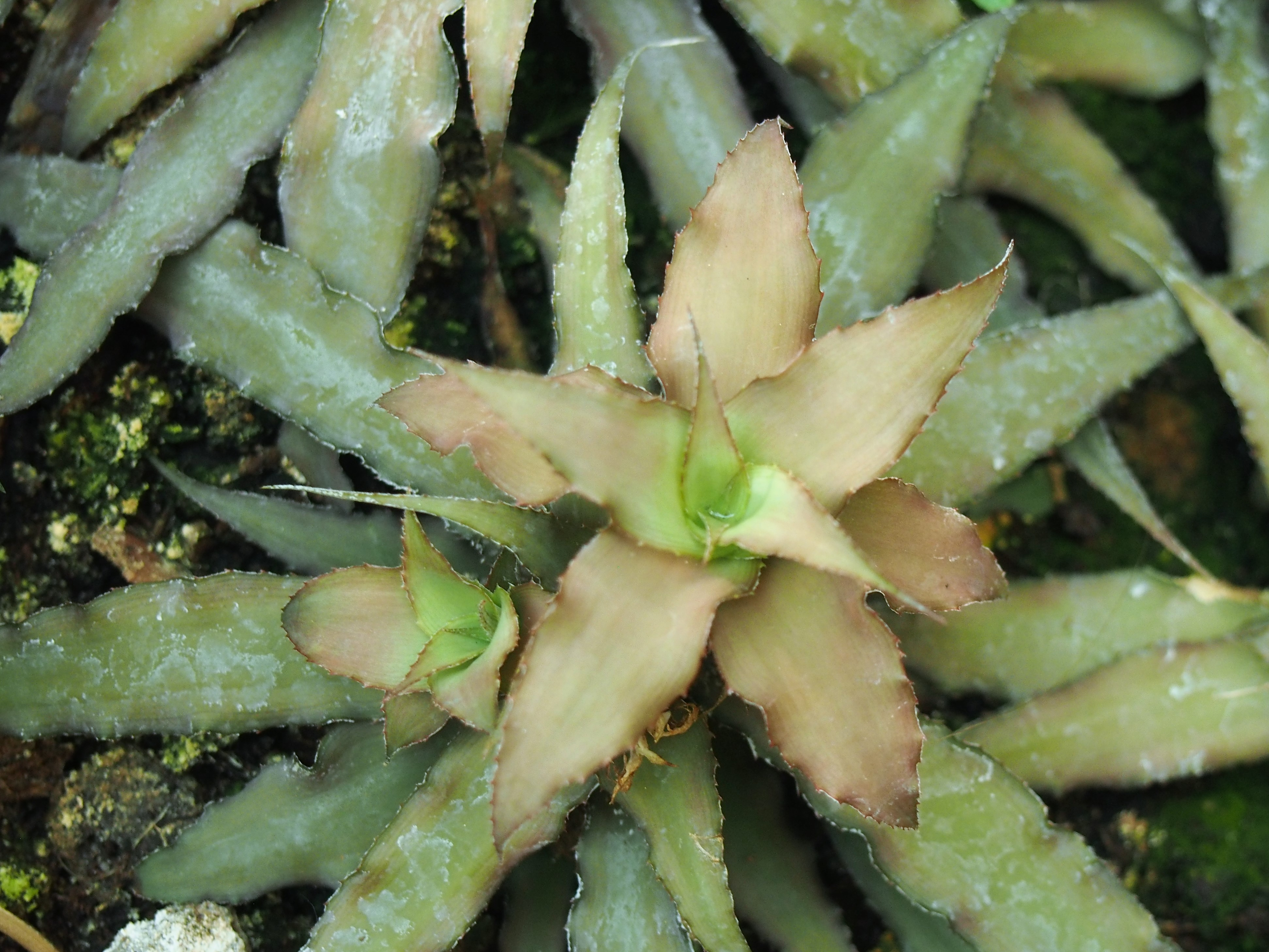
Habitus, Kindel und Laubblätter von Cryptanthus bivittatus var. atropurpureus

## Systematik
Die Erstbeschreibung erfolgte 1861 unter dem Namen (Basionym) Billbergia bivittata durch William Jackson Hooker in Botanical Magazine, Band 87, Tafel 5270. Die Erstbeschreibung erfolgte mit einem kultivierten Exemplar, von dem angenommen wird, dass der Ursprung Brasilien ist. Die Neukombination zu Cryptanthus bivittatus (Hook.) Regel wurde 1865 durch Eduard August von Regel in Gartenflora, Band 14, S. 2, Tafel 458 veröffentlicht. Das Artepitheton bivittatus setzt sich aus den lateinischen Wörtern bi für „zwei“ und vittatus für „gestreift, gebändert“ zusammen, dies bezieht sich auf die beiden Längsstreifen der Laubblätter.
Die beiden Varietäten von Cryptanthus bivittatus (Hook.) Regel stammen vermutlich aus Brasilien, aber es ist kein Fundort bekannt: Ob die Unterschiede der Varietäten hinreichend sind, wird diskutiert und vielleicht handelt es sich um Synonyme.
- Cryptanthus bivittatus (Hook.) Regel var. bivittatus (Syn.: Cryptanthus bivittatus var. moensis hort., Cryptanthus moensii hort. ex Gentil, Tillandsia bivittata hort. Linden ex Regel, Nidularium bivittatum Baker, Tillandsia vittata hort. ex Baker)[1][7]
- Cryptanthus bivittatus var. atropurpureus (Syn.: Cryptanthus atropurpureus hort. Edinburg ex Mez): Die Erstbeschreibung erfolgte 1934 durch Carl Christian Mez in Bromeliaceae, Teil 1, 4 (32), S. 18 in Adolf Engler (Hrsg.) Das Pflanzenreich, Engelman Verlag, Berlin.[7]

## Nutzung
Cryptanthus bivittatus wird aufgrund ihrer schönen Laubblätter und der geringen Ansprüche als Zierpflanze in subtropischen bis tropischen Parks und Gärten und in Räumen verwendet. Es gibt einige Ausleseformen, beispielsweise ‘Starlight’, ‘Pink Starlight’ sowie ‘Ruby’.
Die Sorte ‘Pink Starlite’ erhielt den Award of Garden Merit der Royal Horticultural Society.